# جاكسون دبليو. مور
جاكسون دبليو. مور (بالإنجليزية: Jackson W. Moore)‏ هو مصرفي ومحامي أمريكي، ولد في 1949 في نيويورك في الولايات المتحدة.